# 광동관소화자
"광동관소화자"(Mad So Hwa-jin)는 한국에서 제작된 박우상 감독의 1983년 영화이다. 유소전 등이 주연으로 출연하였고 정웅기 등이 제작에 참여하였다.

## 출연

### 주연
- 유소전
- 소화자
- 정해숙
- 황정리

## 기타
- 조명: 장기종
- 녹음: 유창국